# Doença pulmonar restritiva
Doença pulmonar restritiva em que há uma diminuição na quantidade de ar inalada, porque existe uma redução na elasticidade ou quantidade de tecido pulmonar. Um exemplo é a fibrose pulmonar. 